# Vakula Mahadevi
Vakula Mahadevi, var regerande drottning av Bhauma-Karadynastins kungarike Toshala i Kalinga i Indien cirka 936-940.
Hon var gift med kung Subhakaradeva V. När hennes make avled efterträddes han av sin andra änka Gauri Mahadevi och sedan av sin dotter Dandi Mahadevi. 
År 936 avled hennes styvdotter drottning Dandi Mahadevi i barnsäng. Vakula Mahadevi efterträdde då sin styvdotter under oklara omständigheter. Nästan ingenting är känt om hennes regeringstid. Det är dock noterat att hon var en prinsessa ur Bhanjdynastin, och att hon efterträddes av en kvinna, Dharma Mahadevi, som också var en prinsessa ur Bhanjdynastin. 